# یواس‌اس دابلر (دی‌یی-۴۸)
یواس‌اس دابلر (دی‌یی-۴۸) (به انگلیسی: USS Dobler (DE-48)) یک کشتی بود. این کشتی در سال ۱۹۴۲ ساخته شد.